# Medresă

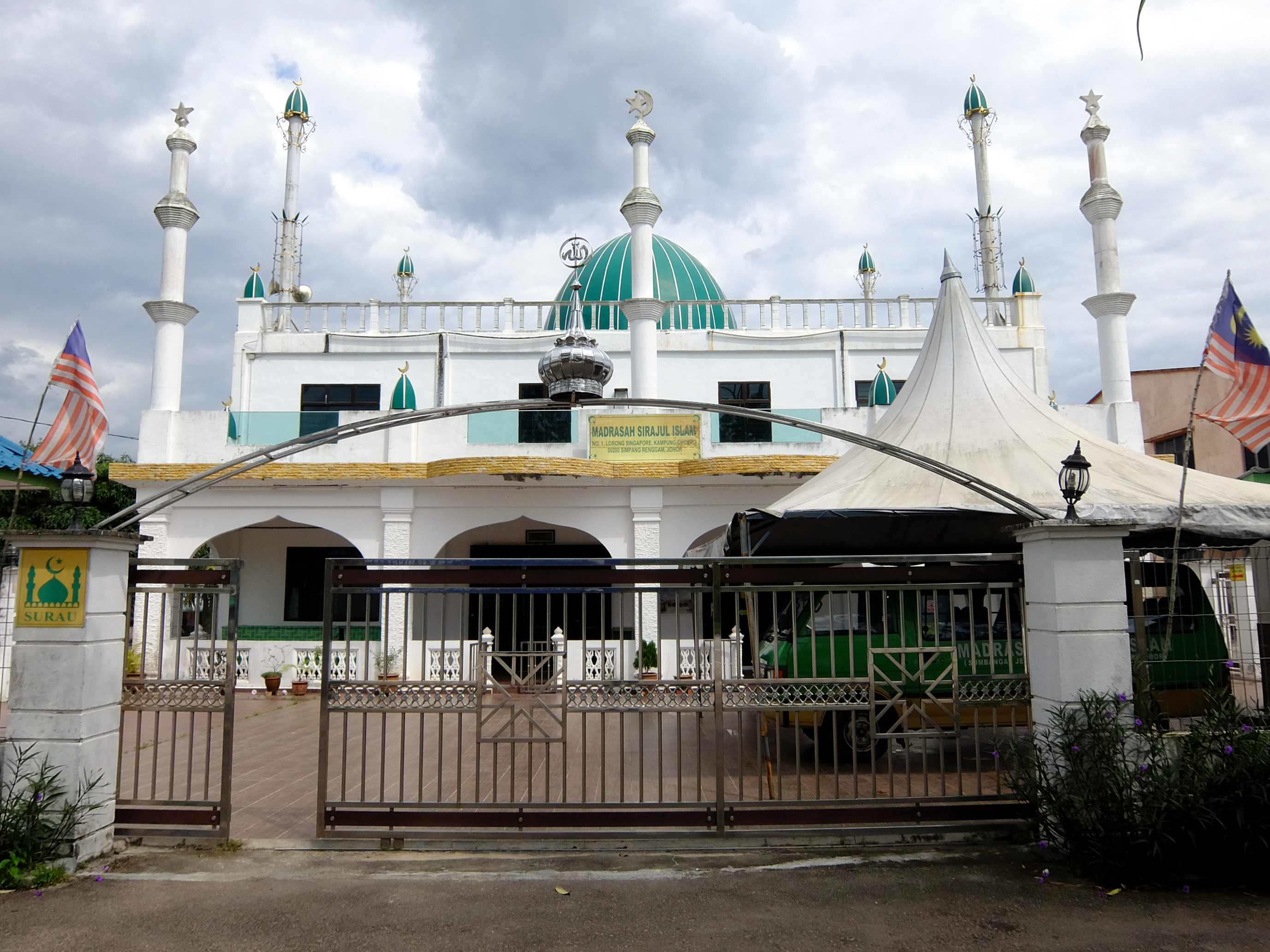
Medresă

Medresele sau Madrasa sunt școli sau instituții de învățământ superior găzduite de o moschee, unde se predă teologia islamică, dar și alte materii. Ele există în toate țările musulmane, dar și în unele nemusulmane europene datorită influenței exercitate de otomani.
Pentru a combate anumite secte eretice și a-și consolida puterea în fața acestora, selgiucizii au acordat o foarte mare atenție propagării culturii musulmane sunnite. În marile orașe își aveau sediul un număr mare de medrese, unde veneau tineri din toată țara, dar și din alte țări musulmane pentru a-și face studiile. Aceste școli aveau atât camere pentru locuit, cât și săli de clasă foarte încăpătoare. Sub aspect arhitectural, toate medresele erau aproape identice. În curtea în care se aflau chiliile de locuit așezate de jur-împrejur se ajungea printr-o poartă monumentală. Marea sală se găsea, fie în față, fie în partea laterală a curții. Lângă ea mai era încă o sală care slujea drept capelă.

## Sistemul de învățământ din Imperiul Otoman
Școlile primare și seminariile constituiau rețeaua de învățământ din Imperiul Otoman. Aceștia au preluat modelul selgiucizilor în domeniul învățământului. Școlile primare existau într-un număr prea mic, iar de obicei puteau fi găsite în apropierea moscheilor. În aceste școli se învățau alfabetul, Coranul și aritmetica. În funcție de mărimea domeniului cu care fusese înzestrată, fiecare școală avea un anumit număr de învățători, supraveghetori și personal. Nu se știe nimic despre numărul de astfel de școli din secolul al XVI-lea, însă Evliya Çelebi  menționează faptul că în Istanbul existau în secolul al XVII-lea 1993 de școli. În secolele XVI și XVII în sangeacul central al Rumeliei existau 60 de școli primare, în Amasya 200, Erzurum 110 și în Anatolia 54. Aceste școli nu se găseau doar în marile orașe sau reședințe de vilayete. În secolul al XVI-lea, un călător francez care a vizitat Imperiul Otoman sesizează că se găsea un număr relativ mare de școli în sate raportat la Occident. Aceste școli le ofereau copiilor sărmani și orfani bani pentru îmbrăcăminte și încălțăminte. În Iznik din totalul de 46 de școli în actul dotal a trei dintre ele: Orhan Gazi, Suleyman-pașa, Aziz Tekeoglu se prevedea un ajutor dat în fiecare an copiilor sărmani. Și școala Hatunie din Trabzon, construită de mama sultanului Selim I avea prevăzute în actul donativ două mese acordate zilnic școlarilor, iar în zilele de sărbătoare acestora li se dăruiau haine și bani. 
Primele medrese au fost ridicate în timpul domniei lui Orhan. Numărul acestor școli a continuat să crească, seminarul teologic Darulhadis din Adrianopole, ajungând să fie cea mai mare școală din țările musulmane în secolul al XV-lea. După cucerirea Constantinopolului  s-a ordonat transformarea a opt biserici din acest oraș în moschei, iar alte opt au fost construite în partea de nord și de sud a Moscheii Fatih. Aceste școli au fost numite 8 curți (seminarii) ( Sahn-i seman ). 
Ele dispuneau de 19 încăperi, 15 fiind disponibile studenților, iar portarul și măturătorul aveau câte două. Cursanții erau oameni cu mulți ani de studiu în spate, unii fiind adevărați învățați cu una sau mai multe opere scrise de ei înșiși. Pentru a putea fi admiși în rândurile acestui seminar, viitorii studenți trebuiau să absolve cursurile unui seminar de grad inferior numit Musla-i sahn sau Tetimme ( auxiliar ), echivalentul liceului de astăzi. Aceste seminarii de grad inferior erau tot opt la număr în Istanbul, iar fiecare din aceste seminarii aveau câte opt încăperi, iar într-o încăpere locuiau trei elevi. Patru astfel de seminarii de grad inferior erau în partea de nord, iar restul de patru rămase în partea de sud a moscheii lui Mehmet al II-lea. În seminarii lucrau și asistenți, astfel că fiecăruia îi reveneau câte 15 studenți cărora trebuiau să le explice cursurile profesorilor. Acești asistenți se ocupau totodată și de disciplină.
Profesorii lor erau ori asistenți, ori studenții seminariilor superioare. Constantinopolul cu ajutorul moscheilor și școlilor sale a luat aspectul unui oraș musulman, dincolo de capitala imperiului, devenind și capitala civilizației întregilor popoare musulmane. În secolul al XV-lea marele vizir Mahmud-pașa a reorganizat întregul sistem de învățământ din Imperiul Otoman, fixând trei grade de școli:
1. Școli elementare de cultură musulmană ( Sarh-i mitfah )
2. Școli de grad mediu ( Sarh-i mevâkif )
3. Școli superioare ( hidaye )

Gradul de școli era direct proporțională cu mărimea domeniilor cu care era înzestrat.  Mai exista încă un tip de medrese, numită Sahil elli, unde învățau fiii suveranilor și marilor demnitari.
În seminariile superioare studenții se perfecționau în domenii precum: drept, teologie și literatură. La seminariile înființate în timpul domniei sultanului Mehmet al II-lea se predau limba arabă, persană, interpretarea Coranului, viața și învățăturile profetului, dreptul coranic musulman, sintaxa, logica, gramatica, matematica, cosmografia, geometria. În timpul sultanului Soliman Magnificul s-au înființat seminarii superioare ( facultăți ) de matematică, științe ale naturii din cauza nevoii acute de formare de cadre în domeniile amintite mai sus. Construcția clădirilor necesare a început în anul 1550 și s-a terminat șase ani mai târziu. Acestea se aflau în proximitatea Moscheii Suleymaniye din Istanbul. Două facultăți din acestea erau Facultatea de teologie ( Darulhadis ) și Facultatea de medicină ( Darultabiye). Celelalte patru facultăți fuseseră proiectate pe matematică. Ca importanță, teologia se clasa în fața celorlalte domenii, iar un profesor care activa în cadrul ei primea zilnic 100 aspri, sumă superioară salariilor acordate profesorilor celorlalte seminarii. După terminarea cursurilor elementare, școlarii urmau cursurile seminariilor de curs inferior ( Tetime ). Numai după absolvirea acestor cursuri puteau să se înscrie la facultățile de drept, teologie și literatură. În cazul în care absolventul acestor semniarii dorea să se înscrie la cursurile facultăților de matematică sau medicină, acesta era obligat să frecventeze cursurile unui alt seminar cu profil specific, numit Musla-i Suleymaniye, unde deprindea cunoștințele necesare pentru viitoarea specializare. Absolventul seminariilor superioare era investit cu titlul de stagiar ( mulazim ). Kazasker , forul cel mai înalt de cultură și știință, care conducea activitatea intelectuală din imperiu, era locul în care se înregistrau și se păstrau numele tuturor absolvenților. Această instituție decidea profesia studentului, care ajungea fie profesor, fie judecător, însă repartizarea era un proces destul de anevoios, la fel ca și tranziția de la o funcție inferioară la una superioară. Statutul de profesor la seminarul superior reprezenta gradul intelectual cel mai înalt. Unii profesori erau avansați și ajungeau să dețină funcții de stat, cum ar fi judecători militari și kadii ai ținuturilor. Până la începutul secolului al XVIII-lea seminariile de grad inferior și superior și școlile elementare de cartier și din sate reprezentau instituțiile de învățământ din Turcia, toate având caracter religios.

## Desființarea medreselor
În timpul sultanului Mahmud al II-lea (1808-1839) învățământului i se va acorda o mai mare importanță. Medrese sau școala otomană nu mai corespundea cerințelor timpului condus de idei progresiste, iar aerul conservator al acestei școli venea în contradicție cu aceste idei, însă nu se putea vorbi de o suprimare a religiei, din moment ce ea era la baza ideologică a regimului feudal turc. Tocmai din această pricină Mahmud al II-lea a apelat la o soluție de compromis. Acesta a lăsat aceste seminarii să-și continue activitatea, dar s-au construit și alte școli adecvate exigențelor statului. Sultanul Mahmud, partizan cunoscut al unor idei europene și mai ales ale celor aparținând enciclopediștilor, a declarat obligatoriu învățământul elementar.În firman se prevedea obligativitatea disciplinelor religioase, pe lângă scris și citit. Învățământul primar obligatoriu era o practică întâlnită numai în capitala statului, Istanbul. Astfel în cartierele istanbuleze vor apărea gimnaziile ( ruștie ).
La sfârșitul secolului al XVII-lea au luat ființă școala superioară de ingineri, în anul 1827 școala de război, iar după 1839 liceele, școlile economice, comerciale, agricole și universitatea din Istanbul. Nici în perioada numită Tanzimat programa școlilor de tip medrese nu a fost modernizată, la fel cum nici noile școli nu au putut fi îndepărtate de sfera de influență a religiei. La începutul secolului XX, autoritățile au priceput că medresele nu mai puteau satisface cerințele învățământului necesar statului turc și s-a hotărât înființarea unui sistem de învățământ după modelul european. Astfel își face apariția o structură de învățământ susținută de stat, dar care persista în a păstra influența culturii medievale orientale prin acordarea priorității disciplinelor religioase și a limbilor arabă și persană. Odată cu adoptarea sistemului juridic laic ( 1926) se va laiciza și învățământul și cultura. Încă de la începutul războiului de independență, Mustafa Kemal Atatürk se gândea la o reformă a învățământului, care ar fi permis națiunii să intre în rândurile țărilor civilizate și să se dezvolte într-o manieră armonioasă aducând cu sine fericirea și bunăstarea noii republici. Mustafa Kemal Atatürk spunea următoarele:     
„Consider că instrucțiunea și educașia tinerei generații este una dintre problemele cele mai importante asupra căreia trebuie să ne îndreptăm atenția. După părerea mea trebuie să avem un program propriu de educație națională, să renunțăm la modelele învechite rămase din perioada osmană, să înlăturăm dăunătoarele influențe străine venite din Orient sau Occident. Mă gândesc la o cultură și educație potrivite specificului națiunii noastre, conformă particularităților dezvoltării noastre istorice”.
La 3 martie 1924, în urma hotărârii luate de Adunarea națională vor fi desființate califatul și medresele, realizându-se astfel laicizarea și unitatea sistemului de învățământ.În acest sens se vor adopta o serie de măsuri menite să crească numărul școlilor de toate gradele. Așadar s-au întemeiat școli profesionale, lucru nemaiîntâlnit până atunci, iar în anul 1933 Școala superioară de la Istanbul își ia numele de Universitatea de la Istanbul. Au fost ridicate facultățile de filozofie, geografie și istorie, punându-se temelia viitoarei Universități de la Ankara. În 1937 în cadrul discursului rostit la deschiderea Adunării naționale, Atatürk a propus înființarea unei universități și într-unul din orașele din Anatolia orientală. Această dorință s-a împlinit după moartea lui Atatürk prin construirea Universității de la Erzurum. Modernizarea învățământului din Turcia va continua cu adoptarea oficială a alfabetului latin la 3 noiembrie 1928.  
În secolele XIV și XV în tradiția selgiucidă a fost ridicat un număr mare de medrese, însă acestea au dispărut în mare parte. Și acelea care încă se mai păstrează la Bursa, Yıldırım ( 1339), Yeșil ( 1415), Murâdiye (1426), nu prezintă elemente de originalitate, precum componentele iwān simetrice din medresele iraniene. De asemenea porticul a fost simplificat, o sală de curs cu cupolă a fost alipită, iar moda bizantină și-a lăsat amprenta, lucru vizibil din utilizarea concomitentă a pietrei și a cărămizii. Tot în Bursa se păstrează și moscheea- medrese a lui Hudavendigâr Murād I, o clădire la parterul căreia se află moscheea și sălile de studiu și la etaj camerele studenților. Este un lăcaș care reunește frumusețea arhitecturală cu învățămintele coranice.